# La vendimia nacional
La vendimia nacional es una pintura de Jorge González Camarena hecha en 1946.
En la imagen se reconocen cinco mujeres, cuatro de ellas vestidas con ropa típica de distintas regiones de México. Ellas tienen en sus brazos un cántaro, un plato de barro y flores que, junto con la cornucopia que reboza de frutas y guajes, representan la diversidad y cultura mexicanas.
La quinta mujer está vestida completamente de blanco y enarbola una bandera verde, blanca y roja, similar a la bandera mexicana. Ella representa a la Matria—reconstrucción del concepto y figura de la Patria— quien convoca a las otras cuatro ante ella.